# Супербоул XLI
Супербоул XLI (англ. Super Bowl XLI) — 41-й матч Супербоула, решающая игра Национальной футбольной лиги в сезоне 2006 года. Матч прошёл 4 февраля 2007 года на стадионе «Долфин Стэдиум» в городе Майами (штат Флорида, США).
В матче получили право играть лучшая команда Американской футбольной конференции — «Индианаполис Колтс» и Национальной футбольной конференции — «Чикаго Беарз».
Во второй раз победу в Супербоуле, впервые в истории проходившем под проливным дождём, одержал «Индианаполис», обыграв «Чикаго» 29-17.
Квотербек «Колтс» Пэйтон Мэннинг был признан самым ценным игроком матча.

## До матча

### Место проведения

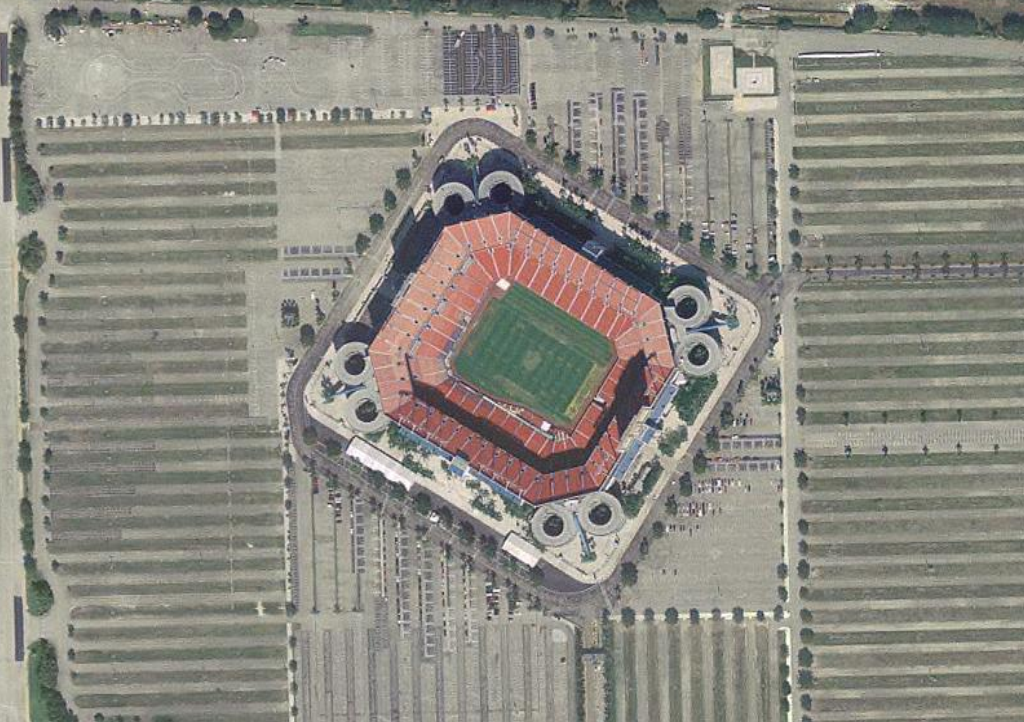
«Долфин Стэдиум»

«Долфин Стэдиум» выиграл право проведения Супербоула XLI 17 сентября 2004 года, опередив Аризону, Тампу, Нью-Йорк и Вашингтон. Включая эту игру, Майами сравнялось с Нью-Орлеаном по наибольшему количеству проведённых Супербоулов (9). В 2010 году Майами вновь примет Супербоул и выйдет по этому показателю на единоличное первое место.
Этот матч станет четвёртым Супербоулом для «Долфин Стэдиум», который раньше назывался «Джо Робби Стэдиум» и «Про Плайер Стэдиум». Стадион раньше принимал Супербоулы XXIII, XXIX, и XXXIII. Супербоулы II, III, V, X, и XIII проходили на «Майами Оранж Боул». В феврале 2006 года был обнародован слоган матча «одна игра — одна мечта», а также логотип.
Стадион смог вместить во время игры 74 512 зрителей. Он был открыт в 1987 году, а затраты на строительство составили 115 миллионов долларов. Здесь, помимо футбольной команды «Майами Долфинс», играет также бейсбольный клуб «Флорида Марлинс».

### Индианаполис Колтс
См. также: Индианаполис Колтс в сезоне 2006
«Индианаполис» начал сезон, выиграв первые 9 матчей, но за последние 7 игр одержал победу только 3 раза и закончил регулярный сезон с 12 победами и 4 поражениями и был посеян в плей-офф под третьим номером. На стадии с выбыванием «Индианаполис» поочерёдно переиграл в борьбе за Супербоул «Канзас-Сити Чифс», «Балтимор Рэйвенс» и «Нью-Ингленд Пэтриотс», одолев их с общим счётом 76-48.
За последние 4 сезона «Колтс» выиграли 48 из 64 игр, но никак не могли добиться успеха в играх плей-офф. В 2002 году они были разгромлены 41-0 в первом же раунде плей-офф. В 2003 году в финальной игре Американской конференции «Индианаполис» проиграл «Нью-Ингленд Пэтриотс» со счётом 21-14. В 2004 году команда за сезон забила 522 очка, что стало одним из лучших результатов за всю историю НФЛ, но во втором раунде плей-офф проиграла всё тем же «Пэтриотс» 20-3.
В 2005 году «Колтс» были одними из главных претендентов за Супербоул. Они выиграли первые 13 игр сезона и закончили его с 14 победами, 2 поражениями, а также со вторым показателем в НФЛ по количеству набранных очков и со вторым по наименьшему количеству пропущенных очков. Но команда опять проиграла в плей-офф. Во втором раунде «Питтсбург Стилерс» — шестые посеянные в плей-офф и будущие чемпионы Супербоула — переиграли «Индианаполис» 21-18.

### Чикаго Беарз
«Чикаго» закончил регулярный сезон с лучшим показателем в Национальной конференции — 13 побед и 3 поражения. Они хорошо отыграли как в защите, так и в нападении, закончив сезон со вторым показателем по забиваемости (427 очков) и с третьим по наименьшему количеству пропущенных очков (255).
В плей-офф «Беарз» в финале дивизиона встречались с «Сиэтл Сихокс» и выиграли лишь в овертайме 27-24. В финале Национальной конференции клубу противостоял «Нью-Орлеан Сэйнтс», где благодаря выигранной четвёртой четверти 21-0 «Чикаго» одержал общую победу со счётом 39-14 и во второй раз в своей истории участвовал в Супербоуле.
Лидером команды являлся квотербек Рекс Гроссман — первый выбор команды на драфте 2003 года. За последние три сезона Гроссман из-за травм сыграл всего 8 матчей в играх регулярного сезона, но в сезоне 2006 года отыграл все 16 встреч. Сезон завершил с 3193 ярдами на выносе и 23 тачдаунами — начиная с 1995 года это лучшие показатели для квотербеков из «Беарз». Однако за последние семь игр сезона он терял мяч 18 раз.

### Сравнительная статистика
Сравнительная статистика команд Супербоула XLI в регулярном сезоне 2006 года, основанная на официальной статистике сайта НФЛ.
В скобках указано общее место по этому показателю (всего 32 команды).
| Показатель              | Индианаполис Колтс | Чикаго Беарз |
| ----------------------- | ------------------ | ------------ |
| Очков набрано за игру   | 26.7 (2)           | 26.7 (2)     |
| Очков пропущено за игру | 22.5 (23)          | 15.9 (3)     |
| Время владения за игру  | 29:32 (22)         | 30:34 (13)   |
| Тачдаунов               | 50 (2)             | 47 (3)       |

## Ход матча
Первый ввод мяча в игру сразу же закончился тачдауном. Такого не случалось за всю историю Супербоула. Отличился новичок «Чикаго» Девин Хестер, выведя свою команду вперед — 7:0. В середине первой четверти «Индианаполис» ответил своим тачдауном Пэйтона Мэннинга, отдавшего пас Реджи Уэйну, находившемуся в конечной зоне — 6:7. Почти сразу, после потери мяча игроками «Индианаполиса», тачдаун Рекса Гроссмана, отдавшего пас Мусину Мухаммеду увеличил преимущество «Чикаго» в первой четверти 14:6.
Ещё до большого перерыва «Индианаполис» сумел выйти вперёд. Сначала Адам Винатьери сократил разницу между командами до пяти очков, забив филд-гол, а затем после тачдауна Доминика Родса счёт стал 16:14 в пользу «Индианаполиса». В третьей четверти после двух филд-голов всё того же Адама Винатьери «Колтс» вели 22:14. На филд-голы перешёл и «Чикаго», однако, Робби Голд смог забить лишь один. В четвёртой четверти Кевин Хайден, перехватив пас квотербека «Чикаго» Рекса Гроссмана, закрепил победу «Индианаполиса» — 29:17.

### Цитаты
- «Я рад стать первым представителем афроамериканских тренеров, под руководством которого команда выиграла Супербоул. Это имеет огромное значение для нашей страны», — главный тренер «Индианаполиса» Тони Данджи.
- «Трудно выразить эмоции словами. Но мы выиграли этот матч вместе», — самый ценный игрок Супербоула квотербек Пэйтон Маннинг.

### Шоу в перерыве
В перерыве матча выступил певец Принс.
Об этом телекомпания CBS объявила 10 декабря 2006 года. До него на предыдущих Супербоулах выступали такие исполнители и группы, как The Rolling Stones (2006) и Пол Маккартни (2005). Обошлось всё без разного рода инцидентов, таких как в 2004 году, когда Джанет Джексон обнажила свою грудь.
В 2012 году Мадонна установила рекорд по количеству зрителей — более 114 млн, при этом сам матч смотрели около 111,3 млн человек. Также в сети микроблога Twitter был установлен новый рекорд: во время выступления Мадонны в перерыве матча пользователи в среднем отправляли 8 тысяч сообщений в секунду.

## Телевидение и реклама
В целом во время игры был показан 101 рекламный ролик, включая 60 роликов от крупных производителей потребительских товаров. Остальные представляли собой промоушен различных программ канала CBS и несколько роликов Национальной футбольной лиги.
Средняя цена демонстрации 30-секундного ролика во время игры составила 2,6 миллиона долларов.
По данным Nielsen Media Research, самый большой рейтинг получил рекламный ролик Hewlett-Packard.
Его посмотрели 99,5 млн зрителей, что вывело его на первое место. Рекламный ролик для автомобиля Toyota Tundra занял второе место с рейтингом в 99,1 млн зрителей, а на третьем месте — ролик Federal Express, который посмотрели 98,2 млн человек.
В среднем каждый ролик во время игры смотрели почти 93 млн человек.
Впервые после девятилетнего перерыва разместила свою рекламу на Суперкубке компания Coca-Cola, выкупив два слота в трансляции первого тайма матча для двух рекламных роликов Coke Classic.
Anheuser-Busch стала крупнейшим рекламодателем во время игры, закупив 5 минут рекламного времени, за ней следует Coca-Cola — 3 минуты, а также General Motors и Pepsi-Cola, показавшие по 2,5 минуты рекламы каждая.

### Каналы, показавшие Супербоул
| #  | Страна           | Канал(ы)                           |
| -- | ---------------- | ---------------------------------- |
| 1  | США              | CBS                                |
| 2  | Великобритания   | ITV / Sky Sports                   |
| 3  | Канада           | Global TV / CJON                   |
| 4  | Австралия        | SBS (Special Broadcasting Service) |
| 5  | Дания            | TV 2 Zulu                          |
| 6  | Республика Корея | SBS (Seoul Broadcasting System)    |
| 7  | Бразилия         | BandSports                         |
| 8  | Германия         | ARD                                |
| 9  | Россия           | НТВ-плюс                           |
| 10 | Китай            | CCTV-5 / Dragon TV / G+ Sports     |
| 11 | Швеция           | TV6                                |
| 12 | Норвегия         | SportN                             |

### Рейтинги
Супербоул XLI стал третьим в истории телевидения Соединённых Штатов по объёму аудитории. В общей сложности всю игру посмотрело около 93 миллионов зрителей (часть матча увидели около 140 млн телезрителей), из которых более 90 % проживали на территории США. Матч был показан в 232 странах и территориях.
Наибольший интерес Супербоул привлекал только в 1996 году, когда матч посмотрели 94,8 млн человек. А рекорд в США принадлежит финальному эпизоду комедийного сериала 1980-х годов «M*A*S*H», за ходом которого следило более 100 млн зрителей.